# Mr. Collipark
Mr. Collipark, conosciuto anche come DJ Smurf o Beat-n-Azz, pseudonimo di Michael Crooms (Orlando, 13 ottobre 1957), è un disc jockey e beatmaker statunitense.
Nato in Florida ad Orlando, all'età di 5 anni la famiglia si è trasferita ad Atlanta. Il nome Collipark deriva dalla città di College Park in Georgia.
Crooms è anche presidente e proprietario dell'etichetta discografica Collipark Records. La sua fama è derivata soprattutto dal suo lavoro con MC Shy D e dalla collaborazione con gli Ying Yang Twins. Smurf ha iniziato la propria carriera come produttore nel genere Miami bass e assieme a Lil Jon ha aiutato a definire i nuovi confini del genere crunk. Recentemente ha contribuito alla creazione di un nuovo genere musicale denominato snap music.

## Discografia

### DJ Smurf and P.M.H.I.
- 1995: Versastyles (Wrap/Ichiban)
- 1997: ColliPark Music (Benz)

### DJ Smurf
- 1998: Dead Crunk (Ichiban)
- 1999: Non Stop Booty Shake (Fortune Entertainment)
- 1999: 4 Point Stance
- 2004: Dead Crunk 2004 (Ichiban/Ryko)
- 2004: Mix Tape (Ichiban/Ryko)

### Mr. Collipark
- 2004: Fine (Jacki-O featuring Ying Yang Twins)
- 2004: My World "I Want It" (B.G.)
- 2005: Badd (Ying Yang Twins featuring Mike Jones and Mr. ColliPark)
- 2005: Play (David Banner)
- 2005: Shake (Ying Yang Twins) featuring (Pitbull)
- 2005: Git It (Bun B) Featuring Ying Yang Twins
- 2005: Hit The Floor (Twista) Featuring Pitbull
- 2005: Flatline (Homebwoi)
- 2005: Trap Star (Young Jeezy)
- 2005: Wait (The Whisper Song) (Ying Yang Twins)
- 2005: Come Out Your Laundry   (Juvenile)
- 2005: 23 Hr. Lock Down  (Ying Yang Twins Featuring Bun B)
- 2005: If You Were Mine Remix (Marcos Hernandez)
- 2005: Ms. New Booty (Bubba Sparxxx featuring Ying Yang Twins)
- 2005: Warm Bed (Jamie Foxx)
- 2005: It's Good (YoungBloodZ Featuring T-Boz)
- 2006: Heat It Up (Bubba Sparxxx)
- 2006: Camera Phone (Da Muzicianz)
- 2006: DJ Play A Love Song (Remix) (Jamie Foxx featuring Twista)
- 2006: 4 Minutes (Remix) (Avant featuring Shawnna, Krayzie Bone & Layzie Bone)
- 2006: You's A Freak (Chingy)
- 2006: Hard Hittin (Homebwoi) (WWE Wreckless Intent)